# Христо Стефанов (свещеник)
Вижте пояснителната страница за други личности с името Христо Стефанов.
Христо Стефанов (Попстефанов) Милев (изписване до 1945 година: Христо попъ Стефановъ Милевъ) е български духовник, участник в борбите за църковна и политическа свобода в Крушево, Македония в периода 1869 – 1881 година, участник в Охридското съзаклятие.

## Биография
Христо Стефанов е роден на 16 април 1844 година (по други данни на 25 март 1847 г.) в село Сопотница, Македония. Майка му Доста е от село Велмевци, а баща му поп Стефан Милев, роден в село Сопотница, е свещеник на Сопотническата енория. След навършване на десет годишната си възраст, баща му го праща да се обучава в близкия манастир „Света Богородица Пречиста“, където по това време има добре уредено училище. В 1864 г. е извикан за учител и певец в Топличкия манастир. След около 2 години се оженва за Илина Качева от село Растойца. В 1868 година гръцкият владика Мелетий Преспански и Охридски го ръкополага в село Простране и му предлага да му продаде свободната Ракитнишка енория, но той отказва да я приеме, защото къса с Цариградската патриаршия.
През зимата на 1869 година преди Коледа получава покана от крушевските старейшини да стане български свещеник в Крушево. Крушевските българи искали да скъсат с гръцката патриаршия и още с пристигането на поп Христо превземат една от църквите, в която той отслужва за първи път в Крушево на български език службата за Рождество Христово. След значителни спорове и усложнения църквата е призната за българска.
В 1869 година е член на Крушевската конспирация на Иван Шумков.
В 1879 година поп Христо, заедно с няколко съмишленици от Крушево и околността (братя Димитър и Михаил Чакреви, Мицко Карев, Веле Секулов, учителят Георги Бояджиев, Ангел войвода и други) решават, че трябва да организират въоръжени действия срещу турската власт, като разчитат, че това ще доведе до намеса на Русия и освобождение на Македония. Поп Христо е натоварен да се срещне с руския консул в Битоля, който е поканен и посещава Крушево, но се опитва да убеди заговорниците да бъдат въздържани. Въпреки това те започват да събират оръжие и установяват връзки с някои охридчани, които се включват в съзаклятието.
В началото на 1881 г. властта е вече в следите на организацията и на 8 април 1881 година потеря от 250 души начело с Риза бей започва арести в Крушево и околностите. Поп Христо е арестуван по време на службата на Велики четвъртък. Общият брой арестувани е от порядъка на 700 – 800 души, между които много учители и свещеници. Сред арестуваните от Охрид са д-р Константин Робев, учителят Наум Филев, Коста Лимончев, братя Ангел и Петър Спространов, Зафир Белев. Изтезанията и убийства над българи предизвикват намесата на местните консули, в резултат на което около 500 души са освободени.
На 14 септември 1881 година в Битоля се гледа делото срещу заговорниците. Повечето подсъдими получават затвор от 3 до 15 години, но някои, сред които и поп Христо, са осъдени на 101 години заточение.
Вместо да бъде изпратен веднага на заточение, поп Христо прекарва около 3 години в затвора в Битоля, откъдето прави един неуспешен опит за бягство. Едва на 11 юни 1884 г. е изпратен на остров Лесбос. След няколко месеца бяга с гемия по море. След странствания по манастирите на Атон, достига до Цариград на 2 януари 1885 г. и чрез Българското дипломатическо представителство нелегално отпътува до Варна.
Скоро след пристигането си поп Христо става свещеник в село Хадърча, Варненско, където служи без прекъсване до 1910 година. Тогава се преселва във Варна при сина си Никола Попов, където живее до смъртта си. До пенсионирането си около 1919 година е свещеник в село Пашакьой, днес квртал Владиславово на Варна. Христо Стефанов е прадядо на политика Илко Ескенази.
Умира през 1937 година във Варна.